# Single Collection+ Hotchpotch
Single Collection+ Hotchpotch (シングルコレクション+ ハチポチ?, Shingoru Korekushon+ Hachipochi) è la prima compilation della cantante giapponese Maaya Sakamoto. L'album è stato pubblicato in Giappone dalla Victor Entertainment nel 1999, e negli Stati Uniti dalla Geneon Entertainment nel 2005.

## Tracce
1. Yakusoku wa Iranai (約束はいらないì?) - 3:35
2. Tomodachi (ともだち?) - 3:41
3. Bokura no Rekishi (ボクらの歴史?) - 4:21
4. Gift - 5:48
5. Kimi ni Ai ni Ikou (君に会いにいこう?) - 5:14
6. Hikari no Naka e (光の中へ?) - 4:40
7. Light of love - 7:54
8. Kiseki no umi (奇跡の海?) - 4:09
9. Active Heart - 4:15
10. Pilot (パイロット?) - 3:55
11. Platinum (プラチナ?) - 4:11
12. 24 - 4:49
13. Koibito ni Tsuite (恋人について?) - 4:22
14. Poketto wo Kara ni Shite (ポケットを空にして?) - 4:08
15. Call Your Name - 4:17

## Classifiche
| Classifica           | Posizione massima |
| -------------------- | ----------------- |
| Oricon Weekly Albums | #14               |